# کوه کامرون (واشنگتن)
کوه کامرون (به انگلیسی: Mount Cameron) یک قله و کوه در ایالات متحده آمریکا است که در واشینگتن واقع شده‌است.